# 1257

## Esdeveniments
- Fi de l'era Kōgen al Japó
- Convocatòria de les Corts Catalanes a Lleida[1]